# Abarema filamentosa
Abarema filamentosa es una especie de planta de la familia Fabaceae endémica de Brasil.

## Taxonomía
Abarema filamentosa fue descrita por (Benth.) Pittier y publicado en Trabajos del Museo Comercial de Venezuela 2: 86. 1927.
Sinonimia
- Pithecellobium filamentosum  Benth. basónimo 1846
- Feuilleea filamentosa (Benth.)Kuntze
- (enlace roto disponible en Internet Archive; véase el historial, la primera versión y la última).[4]